# 世界少年野球推進財団
一般財団法人世界少年野球推進財団（せかいしょうねんやきゅうすいしんざいだん、WCBF：World Children's Baseball Foundation）は、野球の世界的な普及を促進し、少年少女たちに野球のすばらしさ・奥深さを伝えていこうと王貞治とハンク・アーロンの日米の野球界を代表するホームランバッター2名の提唱により始められた「世界少年野球大会」を契機として、1992年に設立された財団法人である。
同団体では財団の設立が許可される前の1990年から、任意団体として「世界少年野球大会」（WCBF：World Children’s Baseball Fair　ワールド・チルドレンズ・ベースボール・フェア）を毎年夏休みに開催し、世界各地から野球を愛好する少年少女たちを招待し、国際野球連盟から講師を招いて、野球の技術力向上を目指して少年野球教室や国際親善試合等を開催している。
また、この大会とは別に随時「JA全農WCBF少年野球教室」（少年野球選手対象）、並びに「日本財団補助事業・少年野球指導者講習会-実践野球教室と栄養講座-」（実践教室は少年野球指導者向け、栄養講座は少年野球選手の保護者対象）を実施中である。
WCBFを経て大選手に成長する選手も多く、例えば1991年の千葉市で開催された大会に参加し王貞治から指導を受けたキューバのフレデリク・セペダ外野手（当時11歳）は、2004年のアテネ五輪・2006年のWBCで共にキューバ代表としてプレイした。そのことを知った王貞治は大変な喜びようであった。

## 役員
2019年4月25日現在の役員は以下の通り。
- 理事長 - 王貞治[1]
- 理事 - 海老沢勝二、加藤良三、斉藤惇、清野智、長岡勤、山口喜久二
- 監事 - 張本邦雄